# Night Shift (Foghat)
| Recensione              | Giudizio    |
| ----------------------- | ----------- |
| AllMusic                | [ 2 ]       |
| Sputnikmusic            | 3.4 (Great) |
| Dizionario del Pop-Rock | [ 4 ]       |

Night Shift è il sesto album discografico dei Foghat, pubblicato dall'etichetta discografica Bearsville Records nel novembre del 1976.
L'album raggiunse la posizione #36 nella classifica Billboard 200 e fu certificato (8 febbraio 1977) disco d'oro dalla RIAA.

## Tracce
Lato A
1. Drivin' Wheel – 5:11 (Dave Peverett, Rod Price)
2. Don't Run Me Down – 6:31 (Dave Peverett)
3. Burnin' the Midnight Oil – 5:36 (Dave Peverett)

Lato B
1. Night Shift – 5:31 (Dave Peverett, Rod Price)
2. Hot Shot Love – 3:58 (Dave Peverett)
3. Take Me to the River – 4:40 (Al Green, Mabon Hodges)
4. I'll Be Standing By – 5:53 (Dave Peverett, Rod Price)

Edizione CD del 2006, pubblicato dalla Wounded Bird Records (WOU 6962)
1. Drivin' Wheel – 5:13 (Dave Peverett, Rod Price)
2. Don't Run Me Down – 6:32 (Dave Peverett)
3. Burnin' the Midnight Oil – 5:38 (Dave Peverett)
4. Night Shift – 5:32 (Dave Peverett, Rod Price)
5. Hot Shot Love – 4:02 (Dave Peverett)
6. Take Me to the River – 4:42 (Al Green, Mabon Hodges)
7. I'll Be Standing By – 5:55 (Dave Peverett, Rod Price)
8. New Place to Call Home – 2:58 (Dan Hartman) – Bonus Track - Previously Unreleased

## Formazione
- Dave Peverett - voce solista, chitarra
- Rod Price - chitarra solista, cori
- Craig MacGregor - basso, cori
- Roger Earl - batteria, percussioni

Note aggiuntive
- Don Hartman - produttore
- Tony Outeda - coordinatore
- Dave Still - ingegnere delle registrazioni
- Carmine Rubino e Rod O'Brien - ingegneri aggiunti delle registrazioni
- Mixaggio effettuato al The Hit Factory di NYC da Dave Still e Dan Hartman
- Ted Spencer - assistente ingegneri
- Masterizzato al Sterling Sound di NYC da Greg Calbi
- Sherman Weisburd - fotografie
- Gribbill! - grafiche
- Ed Thrasher - art direction
- Ringraziamenti (per l'aiuto su quest'album): Antonio Outeda, Gene MacGregor, Jill Robinson e amici e Elzra Williams[7]